# Neku
Le neku, ou néku, est une langue kanak de la famille austronésienne parlée dans l'aire coutumière Ajië-Aro de la province Sud, en Nouvelle-Calédonie. En 2009, on recense environ 125 locuteurs.